# Östkosovo
Östkosovo (på albanska Kosova Lindore), omfattar ett område i södra Serbien, med gräns till Kosovo i väst och Nordmakedonien i syd, som utgörs av kommunerna Preševo, Bujanoc och Medveđa som har en betydande albansk befolkning. Östkosovo har ingen juridisk status och beteckningen kom inte i bruk förrän vid tiden kring Kosovokriget av separatistiska albaner.